# Obra de assistência 5 de dezembro
Instituição assistencial fundada por Sidónio Pais durante o seu mandato presidencial.
Através desta instituição foram criadas várias cozinhas económicas na área de Lisboa, com o objectivo de erradicar a mendicidade. Através do conjunto legislativo aprovado nesta matéria, durante este período, conclui-se que o Presidente conferia a esta instituição uma vincada importância, munindo-a com múltiplos recursos financeiros, conforme é apontado no capítulo inicial da obra A Saúde no Estado Novo de Salazar. Esta instituição assistencial gozava de autonomia organizacional, desenvolvendo a sua actividade de forma independente da Direção Geral de Assistência Pública e da Direção Geral da Saúde e dos Hospitais Civis de Lisboa.
A criação desta instituição inscreve-se no seio da política social do Sidonismo, focada na assistência pública, embora com uma visão supletiva e caritativa do papel do Estado nesta área, conforme consta do exaustivo estudo de David Pereira sobre esta matéria. 

## Ligações Externas
- A Saúde no Estado Novo de Salazar (1933-1968): Políticas, Sistemas e Estruturas. Disponível em: https://repositorio.ul.pt/handle/10451/30337
- Políticas Sociais em Portugal (1910-1926). Disponível em: https://run.unl.pt/handle/10362/8421